# Ángel Montenegro
Pour les articles homonymes, voir Montenegro.
Ángel Montenegro Duque, né le 2 août 1918 et mort le 3 juillet 2001, est un historien espagnol spécialisé en histoire antique de l'Espagne.

## Biographie
Il est un disciple de Claudio Sánchez-Albornoz.
Il étudie la philologie classique à l'université de Salamanque et obtient son doctorat en 1945 à l'université centrale de Madrid avec une thèse intitulée La antigua Italia en la « Eneida » de Virgilio, dirigée par Antonio Tovar et publiée en 1949 par l'université de Salamanque en deux volumes sous le titre La onomástica de Virgilio y la antigüedad preitálica.
Il est ensuite entre 1958 et 1962 professeur titulaire de géographie et d'histoire à l'Universidad Laboral de Séville (es). Puis, il occupe la chaire d'histoire antique à l'université d'Oviedo jusqu'en 1966 et devient professeur d'histoire antique universelle et d'Espagne à l'université de Valladolid jusqu'à sa retraite où il obtient le statut de professeur émérite. Il est le fondateur en 1971 de la revue Hispania Antiqua qui atteint le numéro 46 en 2022.
Il est l'auteur de nombreuses recherches sur l'Hispanie romaine et préromaine, qui donnent lieu à une vaste bibliographie entre 1946 et 2001, en plus d'ouvrages généraux. Parmi ceux-ci, se distinguent les volumes de Historia de España de Menéndez Pidal, La conquista de Hispania por Roma Hispania durante el Imperio en 1985 et España romana en 1986 avec José María Blázquez Martínez. 
En 1999, l'Homenaje al profesor Montenegro: Estudios de Historia Antigua lui est dédié, et en 2002 à Valladolid, un autre ensemble est publié en son honneur et celui de son co-auteur José María Blázquez Martínez dans un hommage sous le titre Scripta Antiqua in honorem Angel Montenegro Duque et Jose Maria Blazquez Martinez.

## Publications
- (es) La onomástica de Virgilio y la antigüedad preitálica, Salamanque, Consejo superior de investigaciones científicas, 1949, 323 p..
- (es) España romana, Álava, Colegio universitario de Álava, 1972, 133 p..
- (es) avec José María Blázquez Martínez, España romana, 218 a. de J.-C.-414 de J.-C. : La conquista y la explotación económica, Madrid, Espasa-Calpe, 1982, 646 p. (ISBN 84-239-4983-4).
- (es) avec Vicente Ángel Álvarez Palenzuela et Luis Suárez Fernández (es), La consolidación de los Reinos hispánicos, Gredos, 1988, 363 p. (ISBN 978-84-249-1278-9).
- (es) Historia de España, vol. 2 : Colonizaciones y formación de los pueblos prerromanos (1200-218 a.C), Madrid, Editorial Gredos, 1989 (ISBN 84-249-1386-8).